# Danebod
Danebod er et historisk kvarter i den sydlige udkant af byen Tyler i det sydvestlige Minnesota, USA. Det blev grundlagt i 1885 af danske evangeliske lutheranere ledet af Hans Jørgen Pedersen (1851-1905). Distriktet består af en gruppe bygninger fra 1888 fra Minnesotas ældste danske indvandrerbebyggelse.:17 
På baggrund af dens kulturelle og arkitektoniske betydning blev fire bygninger fra Danebod tilføjet det amerikanske nationalregister for historiske steder den 30. juni 1975 som "Danebod Historic Complex".

## Historie
Den 8. september 1872 etablerede to danske pionerpræster Adam Dan og Rasmus Andersen en lille organisation i Neenah, Wisconsin, der senere blev den dansk-evangelisk-lutheranske kirke i Amerika.:9  På en af kirkekonventionerne i Clinton i Iowa, 1884, foreslog den danske landmand Rasmus Hansen i Elk Horn, Iowa, at "Den danske kirke skulle hjælpe alle familier, der bor i byer, der foretrækker at leve på landet, hvor de kunne finde et passende sted for en dansk koloni." Et udvalg blev udpeget med henblik på at finde et stykke jord for de spredte danske indvandrere til at bosætte sig. Udvalget bestod af Grundtvigianske evangelisk-lutheranske pastorer F. L. Grundtvig (søn af N. F. S. Grundtvig), Kristian Anker, Rasmus Hansen, Jens C. Kjær og C. Bruhn. Dette udvalg lavede snart arrangementer med Winona og St. Peter Railroad Company der købte 140 km² jord i den sydøstlige del af Lincoln County, Minnesota. En aftale med landagenten, A. Bojsen fastslog, at dette land i tre år kun skulle sælges til danske folk. Landet var et prærieområde ved bakkerne i Buffalo Ridge, lige syd for Tyler, Minnesota. Den 27. juni 1885 havde 70 bosættere fra forskellige stater, byer og samfund gjort området til deres hjem.

## Danebod Højskole
Danebod Højskole blev bygget i 1888 og forankret i den danske tradition for Folkehøjskoler. Den brændte den 25. februar 1917, men ni måneder senere var den nuværende skolebygning færdiggjort, en treetagers murstensbygning i gotisk stil og præget af dansk arkitektur. Højskolen blev renoveret i 1946 og bruges nu af Danebod-lutherske kirke til arrangementer og som mødested for lokale grupper og klubber. 

## Danebod i nyere tid
Danebod er stadig den dag i dag et overvejende dansk lutheransk nært religiøst samfund. En årlig fest med navnet Æbleskiver Days, afholdes den fjerde weekend i juli. Her fejres dansk kulturarv og kultur. Den omfatter en parade, der går ned i byens hovedgade med flåder, der er lavet af de forskellige Danebodkvarterer.:102–103 